# El equipo tigre
El equipo tigre es una colección de libros del escritor austríaco Thomas Brezina, protagonizada por un grupo de jóvenes detectives llamados Patrick, Biggi y Luc. por su temática y argumento pertenecen a la llamada literatura juvenil, está dirigida a lectoras a partir de 9 años.

## Personajes
- Patrick: 12 años, es el atleta del grupo. Antes estaba gordo, pero comenzó a practicar deporte y ahora es todo músculo. Siempre va vestido con un chándal.
- Biggi: 12 años, su verdadero nombre es Birgit. Es la intrépida del grupo y es muy obstinada con las investigaciones. Su comida favorita son los helados.
- Luc: 11 años, es el científico loco del grupo. Construye cosas y hace experimentos que a veces se descontrolan. Su comida preferida son las hamburguesas.

## Colección de SM
1. En el templo de los truenos
2. El fantasma del picadero
3. El avión fantasma
4. Los caballeros robot
5. Conspiración en la piedra del infierno
6. En la costa de los huesos
7. La maldición del faraón
8. Un helicóptero de pesadilla
9. Monstruos invisibles
10. Un barco de vapor demoníaco
11. El safari de los monstruos
12. La góndola espeluznante
13. El yelmo de la calavera
14. El pantano de las brujas
15. El coche de la momia
16. La garra
17. Piratas del espacio
18. Ojo de fuego
19. El vaquero sin rostro
20. El misterio de la villa gris
21. El fantasma en el campo de fútbol
22. Manual de detectives del Equipo Tigre